# Chamaegastrodia vaginata
Chamaegastrodia vaginata är en orkidéart som först beskrevs av Joseph Dalton Hooker, och fick sitt nu gällande namn av Gunnar Seidenfaden. Chamaegastrodia vaginata ingår i släktet Chamaegastrodia och familjen orkidéer. Inga underarter finns listade i Catalogue of Life.